# بريبيات
بريبيات (بالأوكرانية: При́п'ять) (بالروسية: При́пять)، هي مدينة أوكرانية، ولقبت بمدينة الأشباح، وسبب ذلك يعود إلى كارثة تشيرنوبل، والتي تسببت بكارثة بيئية، نشرت إشعاعها النووي إلى الحدود الأوكرانية البيلاروسية، في فترة الثمانينيات من القرن العشرين.

## تاريخ المدينة
بُنيت مدينة بريبيات الأوكرانية سنة 1970م، عندما كانت أوكرانيا في ذلك الوقت جزءاً من الاتحاد السوفيتي، وحملت المدينة صفة محافظة. وقد بني فيها مفاعل تشرنوبل عام 1979م، لغرض بناء البرنامج النووي المدني للطاقة الكهربائية،
وفي عام 1986م، شهد المفاعل النووي انفجاراً بسبب خطأ العلماء النوويين العاملين فيه، فقامت الحكومة السوفيتية بإجلاء أكثر من 100 ألف من سكانها إلى خارج المدينة ، علما بأن نهر بريبيات ما زال تحت الإشعاع النووي لمروره في منطقة تشيرنوبل المحظورة .

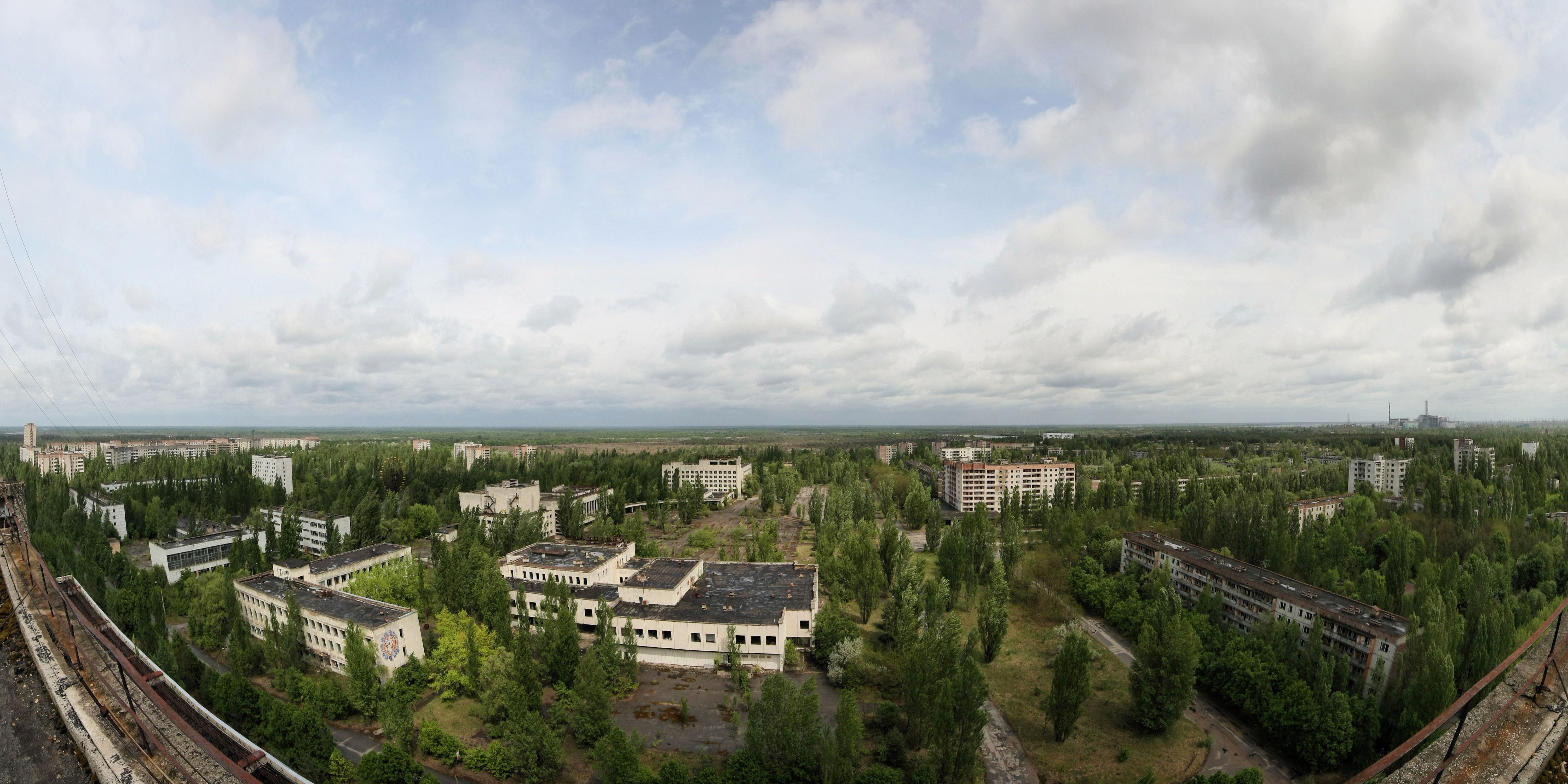
مدينة بريبيت.

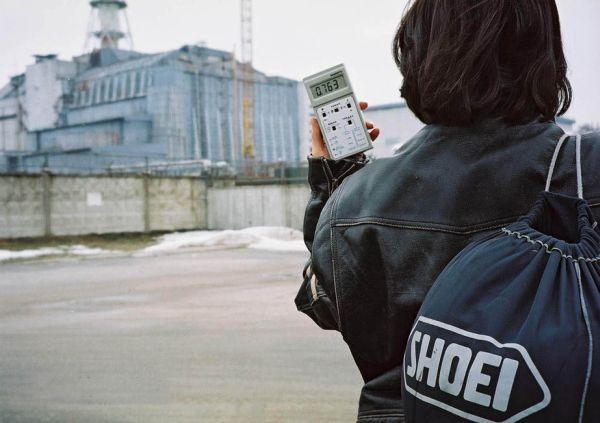
View of the Chernobyl power plant including 2003 اضمحلال نشاط إشعاعي.

## في الثقافة العامة
- قدم فريق العمل في إحدى البرامج الوثائقية عن مفاعل تشرنوبل.
- قدم فريق العمل التابع للعبة كول أوف ديوتي 4: مودرن وورفير ، بتصوير مدينة برابيت الأوكرانية، ووصفت بأنها مدينة أشباح ومليئة بالإشعاعات النووية الخطرة .
- في عام 2019 قدمت شركة HBO للإنتاج السينمائي مسلسل تشيرنوبل من 5 حلقات يروي تفاصيل الحادث النووي.

## وصلات خارجية
- The photobook Chernobyl 1986 by Tom Bossi with images of Pripyat نسخة محفوظة 13 أغسطس 2011 على موقع واي باك مشين.
- Pripyat.no - Art project about the decay in pripyat نسخة محفوظة 30 أبريل 2011 على موقع واي باك مشين.
- Chernobyl Tour & Good Photos نسخة محفوظة 27 أبريل 2011 على موقع واي باك مشين.
- Pripyat photos from an urban explorer who slept in the zone
- Street View of Pripyat
- Pripyat pollution - Radioactive contamination in the Pripyat city
- Pripyat.com - Site created by former residents
- Photos from a visit shortly before the zone was closed to visitors
- A visit to Pripyat and the zone of alienation
- Pripyat on Soviet map (1986)
- Pripyat: Ghost City Chronicles
- The Chernobyl Poems of the former inhabitant of Pripyat Lyubov Sirota
- "Our Pripyat" — YouTube channel with some films about Pripyat before Chernobyl catastrophe and to present time.
- Touring Chernobyl In 2010 - A photo tour from 2010 including many photos from Pripyat
- Turkish article about Pripyat نسخة محفوظة 24 فبراير 2012 على موقع واي باك مشين.
- 25 years of satellite imagery over Chernobyl Pripyat map